# جيمس بالاجيزي
جيمس أوجي بالاجيزي (مواليد 20 سبتمبر 2003) هو لاعب كرة قدم إنجليزي يلعب كلاعب خط وسط مع نادي ليفربول.